# دليل الأمير العبقري لتخليص الدولة من ديونها
دليل الأمير العبقري لتخليص الدولة من ديونها (باليابانية: 天才王子の赤字国家再生術〜そうだ、売国しよう〜، بالروماجي: Tensai Ōji no Akaji Kokka Saisei Jutsu ~Sō da, Baikoku Shiyō~) هي سلسلة رواية خفيفة من تأليف تارو توبا ورسم فال_مارو، نشرت من قبل SB Creative، منذ 12 مايو عام 2018.  اقتبست إلى سلسلة مانغا من تأليف تارو توبا ورسم إيمودا، نشرت من قبل سكوير إنكس على الأنترنت في مجلة Manga UP!، منذ أكتوبر عام 2019. أنتجت المانغا إلى مسلسل أنمي تلفزيوني من قبل استوديو يوكوهاما أنيميشن لابوتوري. عرض الأنمي في 11 يناير عام 2022 واستمر عرضه حتى 29 مارس عام 2022، وتكون من 12 حلقة.

## القصة
تدور أحداث القصة في مملكة صغيرة اسمها ناترا تقع في أقصى شمال قارة فارنو، بعد انهيار الملك أوين من المرض، تقع مهمة إدارة شؤون الدولة على عاتق ابنه الأمير وين ساليما أرباليست، الذي يسعى إلى بيع وطنه وعيش حياة هادئة.

## الشخصيات

### الشخصيات الرئيسية
وين ساليما أربالست (باليابانية: ウェイン، بالروماجي: Uein)
أداء صوتي: سوما سايتو
نينيم رالي (باليابانية: ニニム・ラーレイ، بالروماجي: Ninimu Rārei)
أداء صوتي: ريي تاكاهاشي

### مملكة ناترا
فالانيا إيلك أربالست (باليابانية: フラーニャ・エルク・アルバレスト، بالروماجي: Furānya Eruku Arubaresuto)
أداء صوتي: ساياكا سينبونغي
ناناكي رالي (باليابانية: ナナキ・ラーレイ، بالروماجي: Nanaki Rārei)
أداء صوتي: يوكي ساكاكيهارا

### إمبراطورية إيرثولد
لويلمينا إيرثورلد (باليابانية: ロウェルミナ・アースワルド، بالروماجي: Rouerumina Asuwarudo)
أداء صوتي: ناو توياما
فيش برانديل (باليابانية: フィシュ・ブランデル، بالروماجي: Fishu Buranderu)
أداء صوتي: يوكو هيكاسا

### مملكة سولغيست
غروير سولغيست (باليابانية: グリュエール・ソルジェスト، بالروماجي: Guryuēru Sorujesuto)
أداء صوتي: أكيو أوتسوكا
تورشيلا سولغيست (باليابانية: トルチェイラ・ソルジェスト، بالروماجي: Torucheira Sorujesuto)
أداء صوتي: ريي كوغيميا

### مملكة ماردين
زينو (باليابانية: ゼノ، بالروماجي: Zeno)
أداء صوتي: يوكي ناكاشيما

### شخصيات أخرى
هاغال (باليابانية: ハガル، بالروماجي: Hagaru)
أداء صوتي: تاكايوكي سوغو
راكلوم (باليابانية: ラークルム، بالروماجي: Rākurumu)
أداء صوتي: دايكي هامانو
كالدميليا (باليابانية: カルドメリア، بالروماجي: Karudomeria)
أداء صوتي: ماميكو نوتو
ديميتريو إيرثولد (باليابانية: ディメトリオ・アースワルド، بالروماجي: Dimetorio Āsuwarudo)
أداء صوتي: ريويتشي كيجيما
باردلوك إيرثولد (باليابانية: バルドロッシュ・アースワルド، بالروماجي: Barudorosshu Āsuwarudo)
أداء صوتي: كينيتشيرو ماتسودا
مانفريد إيرثولد (باليابانية: マンフレッド・アースワルド، بالروماجي: Manfureddo Āsuwarudo)
أداء صوتي: كينغو كاوانيشي

## وصلات خارجية
- موقع الرواية الخفيفة الرسمي (باليابانية)
- موقع المانغا الرسمي نسخة محفوظة 4 فبراير 2021 على موقع واي باك مشين. (باليابانية)
- موقع الأنمي الرسمي (باليابانية)
- دليل الأمير العبقري لتخليص الدولة من ديونها على موقع ANN manga (الإنجليزية)